# Ахриев, Хаджи-Бекир Бачиевич
Хаджи-Бекир Бачиевич Ахриев (ингуш. Оа́харганаькъан Бачий Хьа́жбикар) — ингушский художник, скульптор. Один из первых профессиональных художников Ингушетии.

## Биография
Родился в селении Фуртоуг в 1895 году. Именованный при рождении Хаджи-Бекр Ахриев с 1904 по 1912 год учился во Владикавказском 1-м реальном училище на «отлично» и «хорошо». Затем уехал в Москву и поступил в «Художественно-ремесленные учебные мастерские, состоящие под Августейшим покровительством Ее Императорского Высочества Великой Княгини Елизаветы Федоровны». В 1916 году Хаджи-Бекр успешно окончил четырехлетний курс практических работ по скульптурному делу и курс специальных художественных предметов, после чего вернулся на родину. Много работал в области пластики: делал медальоны, кулоны, пуговицы, трости, шкатулки. Был также искусным резчиком.
Хаджи-Бекир Ахриев принял активное участие в борьбе с контрреволюцией. В период становления советской власти в Ингушетии по его инициативе создан первый ингушский краеведческий музей.
С 1927 года активно участвует в археолого-этнографических экспедициях с известным археологом Л. П. Семёновым и кавказоведом Е. И. Крупновым.
Первое участие в художественной выставке состоялось в 1931 году; в экспозицию вошли произведения «Совнарком Горской республики в горах в 1919 году», «Колхоз в горах», «Женщины, идущие на покос», «Вид аула Знай», «Храм Тхаба-Ерды», «Изготовление ковра», «Лечение сумасшедшего», «Моление на Столовой горе» и др.
С 1932 года — директор Ингушского музея краеведения. Под его руководством музей стал ведущим центром, в котором сконцентрировалась основная научно-исследовательская деятельность Ингушетии. М. Д. Горожанский отмечал: «В целом нужно признать, что Ингушский краеведческий музей соответствует своему названию, является одним из наиболее здоровых областных музеев Кавказа на период 1933 года».
В 1934 году по доносу и ложному обвинению был арестован и как политический ссыльный сослан на строительство Беломорско-Балтийского канала. Большая часть его работ была сожжена при аресте, оставшееся уничтожено во время высылки ингушей в Казахстан и Среднюю Азию.
Умер в ссылке в 1940 году.

## Отзывы
Евгений Игнатьевич Крупнов:

Публикацией нескольких ингушских сказаний я бы хотел отдать дань глубокого уважения памяти безвременно погибшего в 30-е годы оригинального ингушского художника и замечательного человека Х.-Б. Ахриева, которому я обязан моим ранним и непосредственным знакомством с прекрасной природой Ингушетии и с образцами устного народного творчества ее народа.— 
Халид Дудаевич Ошаев:

По своему характеру Хаджи-Бекир Ахриев был молчаливым, необыкновенно вежливым человеком. Однажды я спросил у него, почему он мало пишет картины маслом. Хаджи-Бекир молча полез в карман и достал из него горсть миниатюр из слоновой кости. Здесь были брошки, медальоны, бляхи. Это была удивительно изящная, тонкая резная работа. Хаджи-Бекир сказал мне: «Вот моя настоящая специальность». Любил он вырезать цветы. Запомнилась мне резная табакерка из слоновой кости и миниатюрный дракон, захвативший в лапы девушку.— 
Мухтаров (корреспондент газеты «Грозненский рабочий»):

Ахриев — искусный резчик. Из-под его резца вышли изумительные миниатюры из слоновой кости и кабаньего клыка. Его работы поражают изяществом. Особенно поразительна миниатюра, изображающая танцевальщицу-горянку на крышке пудреницы. Прекрасен медальон из кабаньего клыка с изображением женского лица. Он воскресил искусство старых мастеров Чечено-Ингушетии.— 